# Tresetište
 Ovo je glavno značenje pojma Tresetište. Za druga značenja pogledajte Tresetište (jezero u Srbiji).
Tresetišta su mokri životni okoliši. Stalni višak vode iz oborina ili iz podzemnih voda znači manjak kisika što dovodi do nepotpune razgradnje biljnih ostataka, koji se talože kao treset. Gomilanjem treseta, živo tresetište "raste", uzdiže se. Biljne zajednice koje uspijevaju u takvim uvjetima nazivaju se cretovi, a najvažniju ulogu u njima imaju mahovine. Glavninu ovih biljnih zajednica čine mahovine roda Sphagnum, koji je po ovom staništu dobio hrvatski naziv mahovi tresetari. 
Za razliku od tresetišta, u močvarama potpuna zasićenost vodom nije neprekidna. Povremeno isušivanje u močvarama rezultira potpunom razgradnjom organskih tvari u humus.

## Rasprostranjenost
Uvjeti koji pogoduju stvaranju tresetišta nalaze se svuda, no prije svega u Sjevernoj Americi, Sjevernoj Europi, sjevernoj i jugoistočnoj Aziji kao i u području amazonskog bazena (vidi ). Tu su nastala tresetišta s različitim vrstama cretova, što ovisi o sastavu podloge i porijeklu vode koja napaja tresetište. Slojevi mogu biti različitih debljina a ukupne površine tresetišta čine 4 milijuna km² što je oko 3% površine zemljinog kopna. Najbogatiji tresetištima su sjeverni dijelovi Rusije, Aljaske i Kanade.

## Povijest korištenja tresetišta
Treset, materijal koji se skuplja u tresetištu, od davnina je iskapan, sušen i korišten kao gorivo.
Kao mokri elementi krajolika, tresetišta se ne mogu koristiti za poljoprivredu. No, oduvijek se pokušavalo kultivirati ih, prije svega odvodnjavanjem, uvijek u vrlo teškim uvjetima. 
Jednim od najstarijih isušivanja tresetišta može se smatrati isušivanje Rimskog foruma. Na tom mjestu ranije se nalazila močvara u kojoj su se pokapali ljudi. Područje je isušeno gradnjom Cloace Maxime, dijela stare rimske kanalizacije.
Prvo sustavno kultiviranje tresetišta provodili su Cisterciti još u ranom srednjem vijeku, no isušivanje je prestalo već u kasnom srednjem vijeku, kao jedna od posljedica tridesetogodišnjeg rata. 
Nedovoljno razumijevanje važnosti ovog staništa rezultiralo je u 20. stoljeću velikim melioracijskim zahvatima, koje su u pravilu inicirale i poticale pojedine države. Tek tijekom zadnjih desetljeća spoznaja o vrijednosti tresetišta dovela je do pokušaja zaštite njihovih ostataka.

## Cretovi u Hrvatskoj
U Hrvatskoj, cretovi su stanište nekih rijetkih biljaka poput Rosike i Cretne breze. Prijelazni cretovi se u Hrvatskoj nalaze u Dubravici (kraj Zaprešića), u Sungerskom lugu, Sunđeru (sjeverni Velebit) i na Banovini. Ravni cretovi nalaze se u Plaškom polju, Jasenačkom polju, Jasikovcu (Gospić), Samoboru, te u okolici Karlovca.

## Vanjske poveznice
- Opširnije o cretovima  Arhivirana inačica izvorne stranice od 6. listopada 2007. (Wayback Machine) - hrvatski